# Президентські вибори в Хорватії 2000
Президентські вибори в Хорватії 2000 року — треті вибори Президента Хорватії після проголошення незалежності, що відбулися у два тури 24 січня і 7 лютого 2000. Перемогу на них здобув Степан Месич.

## Перший тур (підсумки)
За результатами першого туру жоден із кандидатів не набрав необхідної кількості голосів (50% + 1 голос) для обрання президентом і у другий тур вийшли кандидат від Хорватської народної партії Степан Месич (якого підтримували також Хорватська селянська партія — HSS, Ліберальна партія — LS, Демократична асамблея Істрії — IDS, Соціал-демократична дія Хорватії — ASH) та кандидат від Хорватської соціал-ліберальної партії Дражен Будіша (якого підтримувала також Соціал-демократична партія Хорватії — SDP).
| Кандидат - Політична партія     | Кількість голосів  | %      |
| ------------------------------- | ------------------ | ------ |
| Степан Месич (HNS)              | 1 100 671          | 41,11% |
| Дражен Будіша (HSLS)            | 741 837            | 27,71% |
| Мате Гранич (HDZ)               | 601 588            | 22,47% |
| Славен Летиця (незалежний)      | 110 782            | 4,14%  |
| Анто Джапич (HSP)               | 49 288             | 1,84%  |
| Анте Ледич (незалежний)         | 22 875             | 0,85%  |
| Томіслав Мерчеп (HPS)           | 22 672             | 0,85%  |
| Анте Пркачин (NH)               | 7 401              | 0,28%  |
| Звонимир Шепарович (незалежний) | 7 235              | 0,27%  |
| Недійсних бюлетенів             | 13 212             | 0,49%  |
| Разом                           | 2,667,561 (62,98%) | 100%   |

## Другий тур (підсумки)
В другому турі 7 лютого 2000 року перемогу здобув Степан Месич, якого підтримали 56,01% виборців.
| Кандидат - Політична партія | Кількість голосів  | %      |
| --------------------------- | ------------------ | ------ |
| Степан Месич (HNS)          | 1 433 372          | 56,01% |
| Дражен Будіша (HSLS)        | 1 125 969          | 43,99% |
| Недійсних бюлетенів         | 38 799             | 1,49%  |
| Разом                       | 2,598,120 (60,88%) | 100%   |